# اختبار كفيم
اختبار كفيم (بالإنجليزية: Kveim test)‏، هو اختبار جلدي يستخدم للتحقق من الإصابة بالساركوئيد.

## طريقة الإجراء
يتم حقن جزء من طحال لمريض أُثبت إصابته بالساركوئيد في جلد شخص يُشك إصابته بالمرض. إذا ظهرت حبيبومات غير متجبنة (خلال 4-6 أسابيع)، فهذا يدل على أن الاختبار إيجابي.
إذا كان المريض يتلقى علاجاً (مثل الكورتيزونات السكرية)، يمكن أن يؤدي هذا إلى سلبية كاذبة.

## حديثاً
لم يعد يُجرى الاختبار بشكل شائع، وفي المملكة المتحدة لم يعد متوفراً منذ عام 1996. بسبب وجود قلق أنَّ بعض الإنتانات، مثل اعتلال الدماغ الإسفنجي البقري، يمكن أن ينتقل عبر اختبار كفيم.

## التسمية
سُمي الاختبار باسم أخصائي علم الأمراض النرويجي Morten Ansgar Kveim، الذي ذكر الاختبار في عام 1941 مستخدماً نسيجاً من عقدة لمفاوية لمريض ساركوئيد. انتشر الاختبار بواسطة الطبيب الأمريكي Louis Siltzbach، الذي قدّم شكلاً مُعدَّلاً مستخدماً نسيجاً طحالياً في عام 1954. كان عمل كفيم تنقيحاً لدراسات باكرة أجراها نيكرسون، الذي ذكر تفاعلاً جلدياً عند مرضى الساركوئيد عام 1935.

## فائدته
يمكن أن يستخدم اختبار كفيم لتفريق الساركوئيد عن الحالات التي تترافق بأعراض يصعب تفريقها عنه مثل التَّسَمُّمُ بالبِريليوم.

## روابط خارجية
- Kveim+test في المكتبة الوطنية الأمريكية للطب نظام فهرسة المواضيع الطبية (MeSH).